# Чахвашвили, Арчил Иванович
Арчил Иванович Чахвашвили (1917 год, село Шрома, Сигнахский уезд, Тифлисская губерния, Российская империя — неизвестно, село Шрома, Лагодехский район, Грузинская ССР) — звеньевой колхоза имени Тельмана Лагодехского района, Грузинская ССР. Герой Социалистического Труда (1950).

## Биография
Родился в 1917 году в крестьянской семье в селе Шрома Сигнахского уезда. С раннего возраста трудился в сельском хозяйстве. С середины 1930-х годов трудился рядовым колхозником в колхозе имени Тельмана Лагодехского района. В послевоенное время возглавлял табаководческое звено в этом же колхозе.
В 1949 году звено под его руководством собрало в среднем с каждого гектара по 32 центнера табачного листа сорта «Трапезонд» на участке площадью 3,4 гектара. Указом Президиума Верховного Совета СССР от 3 июля 1950 года удостоен звания Героя Социалистического Труда за «получение высоких урожаев кукурузы, табака и картофеля в 1949 году» с вручением ордена Ленина и золотой медали «Серп и Молот» (№ 5384).
Этим же указом званием Героя Социалистического Труда были награждены труженики колхоза имени Тельмана звеньевые Роман Алексеевич Купарашвили, Нико Георгиевич Надашвили, Мелко Васильевич Харебашвили.
В последующем трудился в одном из предприятий Министерства водного хозяйства Грузинской ССР. После выхода на пенсию проживал в родном селе Шрома Лагодехского района. Дата смерти не установлена.